# Dolni Dăbnik
Dolni Dăbnik (în bulgară Долни Дъбник) este un oraș în partea de nord a Bulgariei. Aparține de  Obștina Dolni Dăbnik, Regiunea Plevna.

## Demografie
Componența etnică a orașului Dolni Dăbnik
     Romi (6,9%)
     Turci (3,36%)
     Bulgari (84,51%)
     Nicio identificare (5%)
     Altele (0,21%)
La recensământul din 2011, populația orașului Dolni Dăbnik era de 4.217 locuitori. Din punct de vedere etnic, majoritatea locuitorilor (84,51%) erau bulgari, existând și minorități de romi (6,9%) și turci (3,36%). Pentru 5,0% din locuitori nu este cunoscută apartenența etnică.